# عبد الله بن طارق
عبد الله بن طارق البلوي هو صحابي من قبيلة بلي كان حليف بني ظفر من الانصار شهد عبدالله بن طارق غزوة بدر غزوة احد وهو اخوة معتب بن عبيد لامه. قُتل يوم الرجيع سنة 4 للهجرة.

## النسب
هو عبد الله بن طارق بن بن عمرو بن مالك بن تيم بن شعبة بن سعد الله بن فران بن بلي بن عمرو بن الحاف بن قضاعه بن معد بن عدنان

## مقتله
عبد الله بن طارق بن عمرو بن مالك البلوي. حليف لبني ظفر من الأنصار، شهد غزوة بدر و غزوة احد وَهُوَ أحد النفر الستة الذين بعثهم الرسول محمد إِلَى رهط من عضل و القارة فِي آخر سنة ثلاث من الهجرة، ليفقهوهم فِي الدين، ويعلموهم القرآن، وشرائع الإسلام، فخرجوا معهم حَتَّى إذا كانوا بالرجيع وَهُوَ ماء لهذيل بناحية الحجاز استصرخوا عليهم هذيلا، وغدروا بهم، فقاتلوا حَتَّى قتلوا، وهم عاصم بن ثابت، مرثد بن أبي مرثد الغنوي، وخبيب بن عدي وخالد بن البكير، وزيد بن الدثنة و معتب بن عبيد وعبد الله بْن طارق، فأما مرثد، وخالد، وعاصم فقاتلوا حَتَّى قتلوا، وأما خبيب، وعبد الله، وزيد، فأسروا، ثُمَّ خرجوا بهم إِلَى مكة، حَتَّى إذا كانوا بالظهران انتزع عَبْد اللَّهِ بْن طارق يده من القران، وأخذ سيفه، واستأخر عَنِ القوم، فرموه بالحجارة حَتَّى قتلوه. قبره بالظهران.

وقد ذكره حسان بن ثابت فِي شعره الّذي يرثي  به أصحاب الرجيع:
صَلّى الإِلَهُ عَلى الَّذينَ تَتابَعوا
يَومَ الرَجيعِ فَأُكرِموا وَأُثيبوا
رَأسُ الكَتيبَةِ مَرثَدٌ وَأَميرُهُم
إِبنُ البُكَيرِ أَمامَهُم وَخَبيبُ
وَاِبنٌ لِطارِقَ وَاِبنُ دَثنَةَ فيهِمِ
وافاهُ ثَمَّ حِمامُهُ المَكتوبُ
مَنَعَ المَقادَةَ أَنْ يَنالوا ظَهرَهُ
حَتّى يُجالِدَ إِنَّهُ لَنَجيبُ
وَالعاصِمُ المَقتولُ عِندَ رَجيعِهِم
كَسَبَ المَعالي إِنَّهُ لَكَسوبُ